# Eduardo Vilches
Eduardo Vilches (* 21. April 1963 in Colina), auch bekannt unter dem Spitznamen Lalo, ist ein ehemaliger chilenischer Fußballspieler auf der Position eines Verteidigers. 

## Leben
Als Kind absolvierte Vilches Probetrainings bei den Hauptstadtvereinen CF Universidad de Chile und Unión Española, bevor er 1979 im Alter von 16 Jahren in den Nachwuchsbereich des CD Magallanes aufgenommen wurde. Seinen ersten Vertrag als Erwachsener erhielt er 1981 bei CD Malleco Unido. Drei Jahre später kehrte er zu Magallanes zurück, bevor er sich 1987 dem CD Universidad Católica anschloss, mit dem er im selben Jahr zum ersten Mal die chilenische Fußballmeisterschaft gewann.
1989 wechselte er zum chilenischen Rekordmeister Colo-Colo, mit dem er zwischen 1989 und 1994 nicht nur vier Meistertitel und zweimal den chilenischen Pokalwettbewerb gewann, sondern auch die in der Vereinsgeschichte größten Erfolge auf internationaler Ebene feiern durfte: so wurde 1991 zum bisher einzigen Mal die Copa Libertadores gewonnen und 1992 folgten die Siege in der Recopa Sudamericana und der Copa Interamericana.
Mitte 1994 wechselte Vilches zum mexikanischen Club Necaxa, mit dem er drei Meistertitel sowie je einmal den Pokalwettbewerb und den Supercup gewann. 
Nach seiner Zeit bei den Necaxistas kehrte er in seine Heimat zurück und beendete seine aktive Laufbahn in Diensten des CD Cobreloa.
Zwischen 1990 und 1996 absolvierte Vilches insgesamt 30 Einsätze für die chilenische Nationalmannschaft.
Nach seiner aktiven Laufbahn arbeitet(e) Vilches als Manager beim mexikanischen Hauptstadtverein Cruz Azul.

## Erfolge

### National
- Chilenischer Meister: 1987, 1989, 1990, 1991, 1993
- Chilenischer Pokalsieger: 1990, 1994
- Mexikanischer Meister: 1994/95, 1995/96, Invierno 1998
- Mexikanischer Pokalsieger: 1994/95
- Mexikanischer Supercup: 1995

### International
- Copa Libertadores: 1991
- Recopa Sudamericana: 1992
- Copa Interamericana: 1992